# Aceguá
Ne doit pas être confondu avec Aceguá (Uruguay).
Aceguá est une ville brésilienne du Sud-Ouest de l'État du Rio Grande do Sul qui fait partie de la microrégion Campanha méridionale et se trouve à 429 km au sud-ouest de Porto Alegre, capitale de l'État. Elle se situe à 30° 48′ 42″ de latitude sud et à 53° 54′ 01″ de longitude ouest, à une altitude de 276 mètres. En 2010, sa population était estimée à 4 394 habitants pour une superficie de 1 549,4 km2.
Aceguá est un mot guarani signifiant « lieu de repos éternel ». Le lieu étant élevé, il est probable que les indigènes l'ont choisi comme territoire de sépulture pour leurs morts. Ses premiers habitants étaient les Charruas, les Guenoas et les Minuanos.
Le territoire de l'actuelle Aceguá appartenait à l'origine à l'Uruguay sous le nom de Pueblo Juncal. Cette zone intégra plus tard le Brésil, faisant frontière avec l'Uruguay, par son département de Cerro Largo.

## Villes voisines
- Bagé
- Hulha Negra
- Candiota
- Pedras Altas

- Melo en Uruguay